# Броварський проспект
Броварськи́й проспе́кт — проспект у Дніпровському і Деснянському районах міста Києва. Пролягає від мосту Метро (як його продовження) до межі міста — на перехресті з Об'їзною дорогою та Київською вулицею у Броварах. Є частиною автошляху міжнародного значення М01 (Київ — Чернігів — Нові Яриловичі), який, своєю чергою, є частиною Європейських автомобільних шляхів E95 та E101, автошляху національного значення Н07 (Київ — Суми — Юнаківка).
Прилучаються вулиці Митрополита Андрея Шептицького, Євгена Сверстюка, Лікарняний провулок, шляхопроводом перетинає залізничну колію. Також прилучаються проспект Георгія Нарбута, вулиці Будівельників (шляхопровід), Гната Хоткевича, Чернігівська площа (шляхопровід), вулиці Братиславська, Гетьмана Павла Полуботка (шляхопровід), вулиця Івана Багряного, Латвійська, провулки Бобринецький, Моршинський, вулиця Радистів, Степана Витвицького, провулки Броварський, Кадіївський, Кадіївська вулиця, Путивльський провулок і Берегова вулиця (двічі).

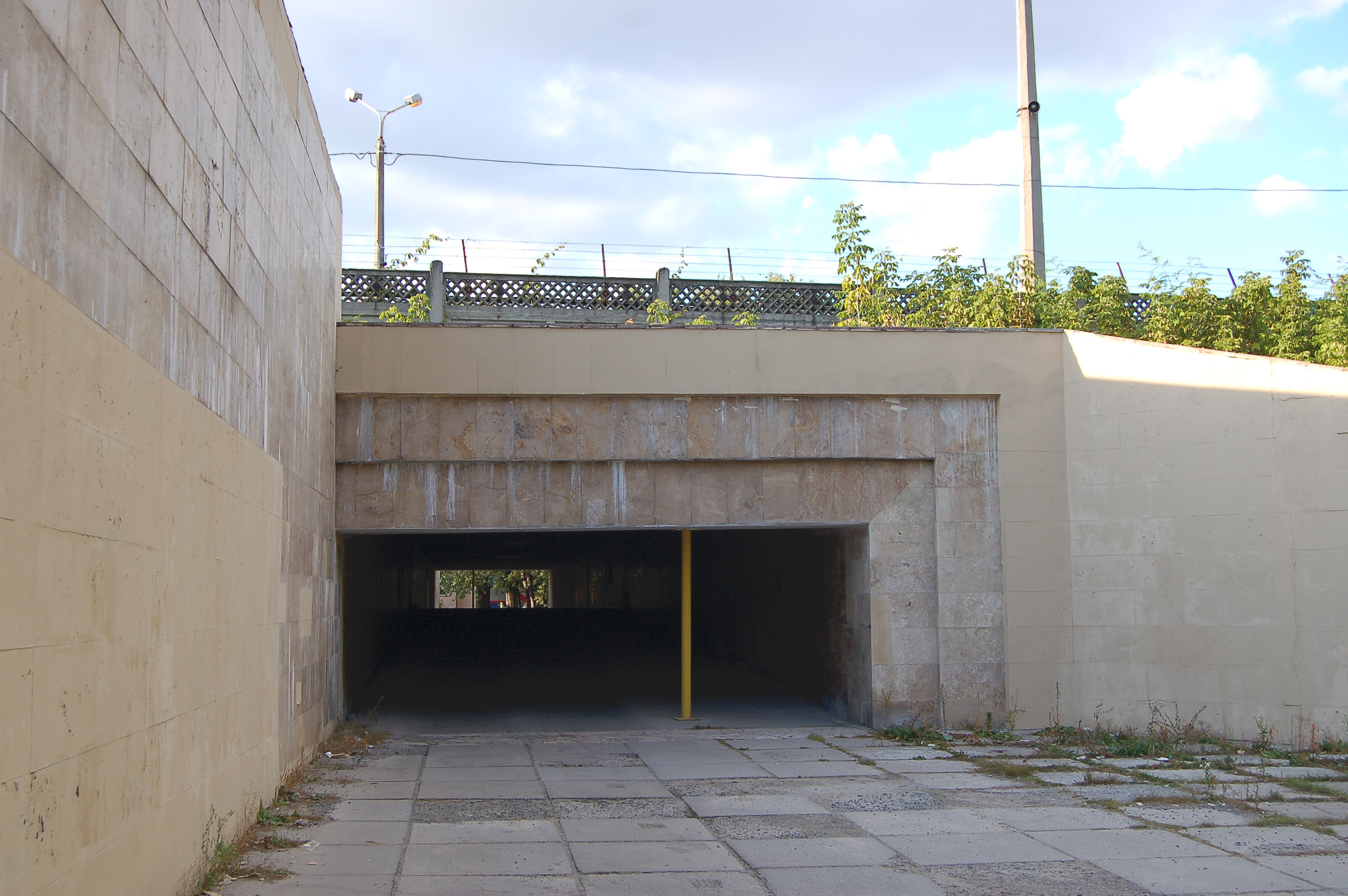
Пішохідний тунель під Броварським проспектом біля станції Гідропарк

## Історія
Проспект виник у давнину як шлях до Чернігова, був відомий як Чернігівське шосе, на початку XX століття — Маклаковський проспект, починаючи з 1920-х років — Броварське шосе. З середини 1920-х років — проспект Першого Травня. З 1940-х років — знову вживалася назва Броварське шосе. Назва Броварський проспект — з 1973 року). У 1977 році, на честь 60-ї річниці Жовтневої революції, набув назву проспект 60-річчя Жовтня). Сучасна назва — з 1993 року.
Сучасний вигляд та довжина — з середини 1960-х років. 

## Заклади культури
- Київський академічний театр драми і комедії на лівому березі Дніпра (буд. № 25).

## Особливості проспекту
Майже вздовж усього проспекту проходить відкрита ділянка Святошинсько-Броварської лінії метрополітену. Уздовж лінії метро простягається зелена смуга, тому забудова власне проспекту починається лише в селищі Биківня.

## Цікаві факти
З 1912 по 1941 роки проспектом пролягала трамвайна лінія, що сполучала Поштову площу з містом Бровари.
В колишній Микільській слобідці, через яку проходить проспект, поблизу його траси стояла Микільська церква, де вінчалася Анна Ахматова з Миколою Гумільовим.
Броварський проспект – найдовша магістраль Києва, 13,5 км від мосту Метро до Броварської окружної дороги, причому на всьому протязі по прямій лінії.

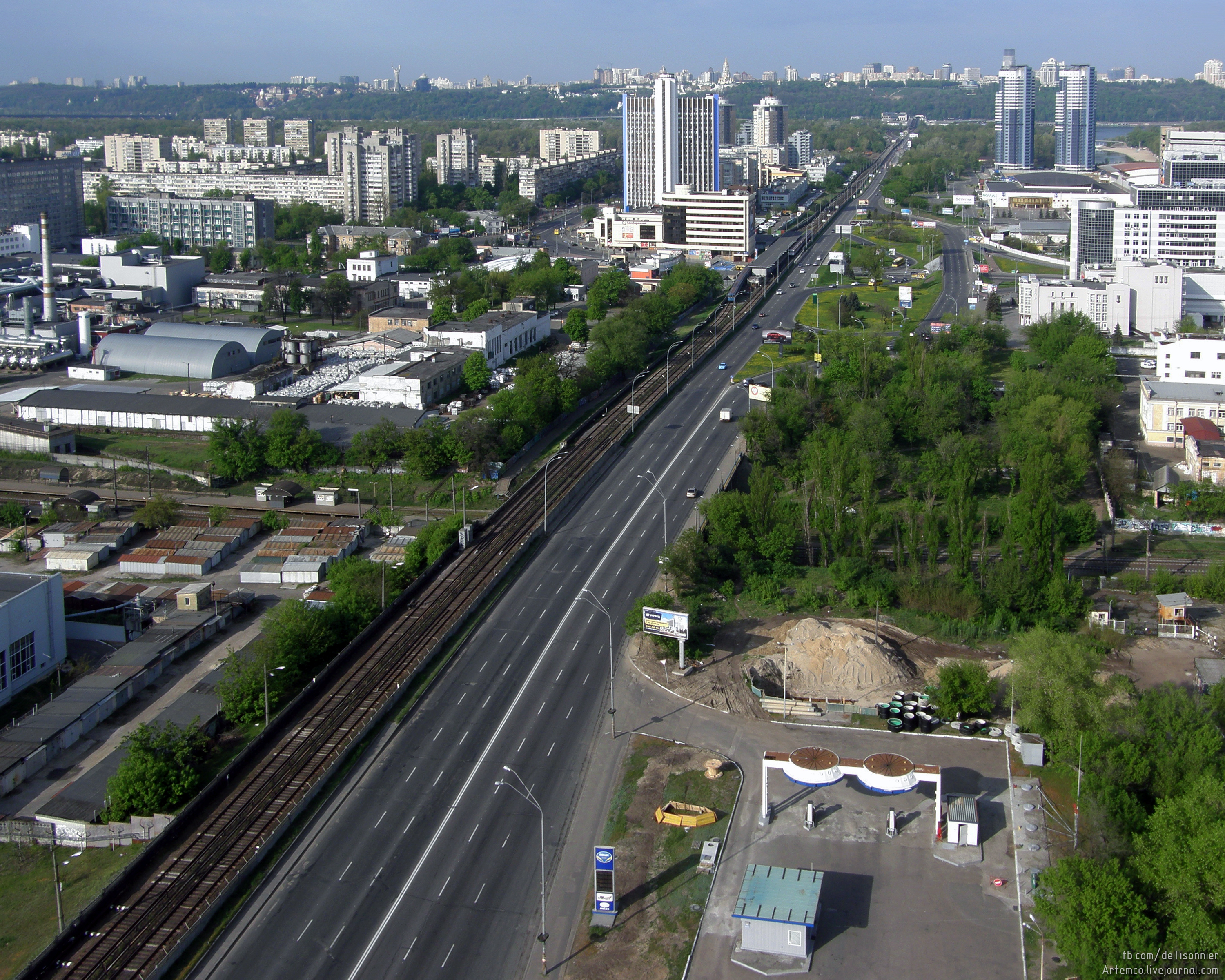
від проспекту Нарбута на захід
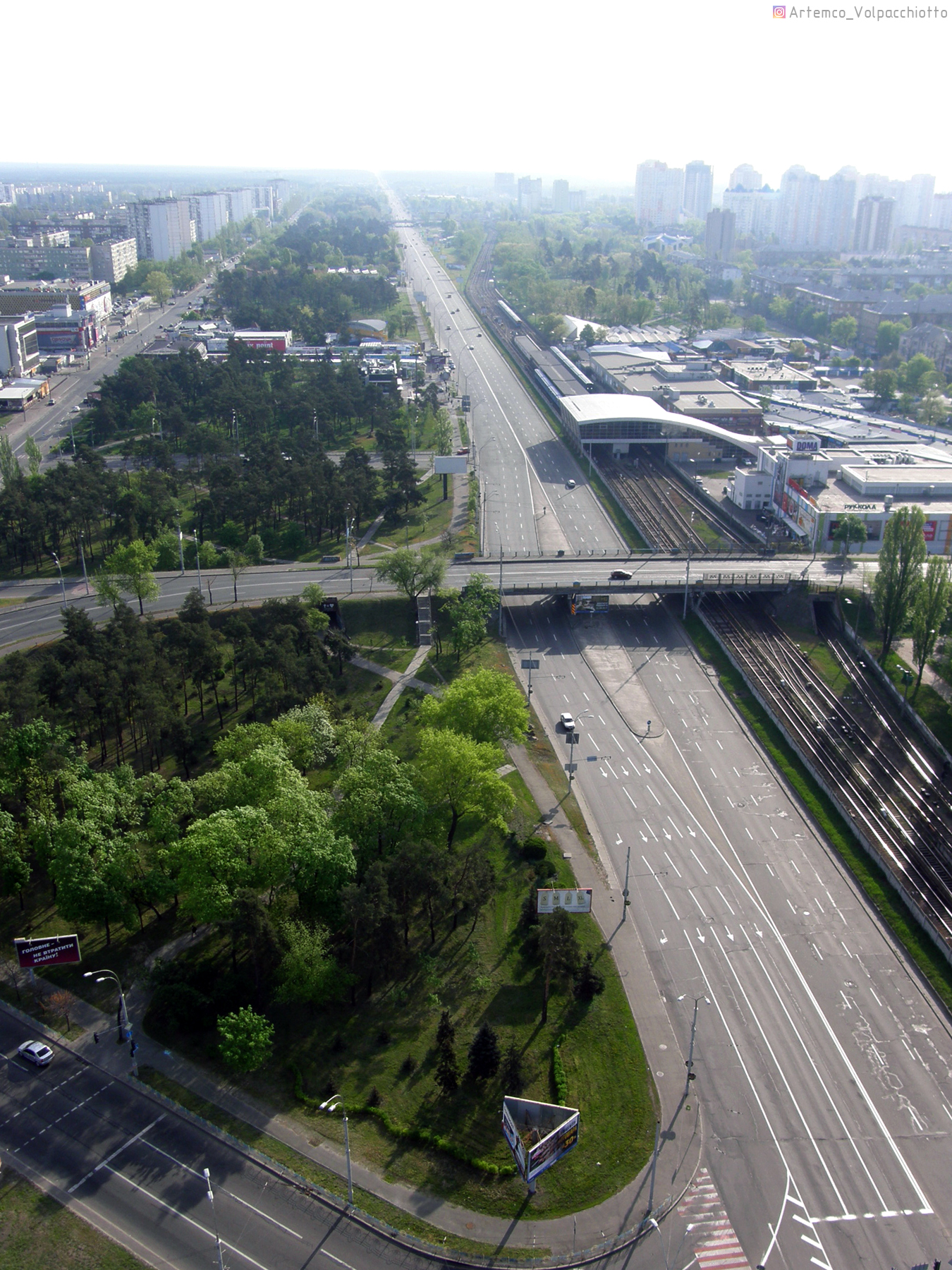
від проспекту Нарбута на схід
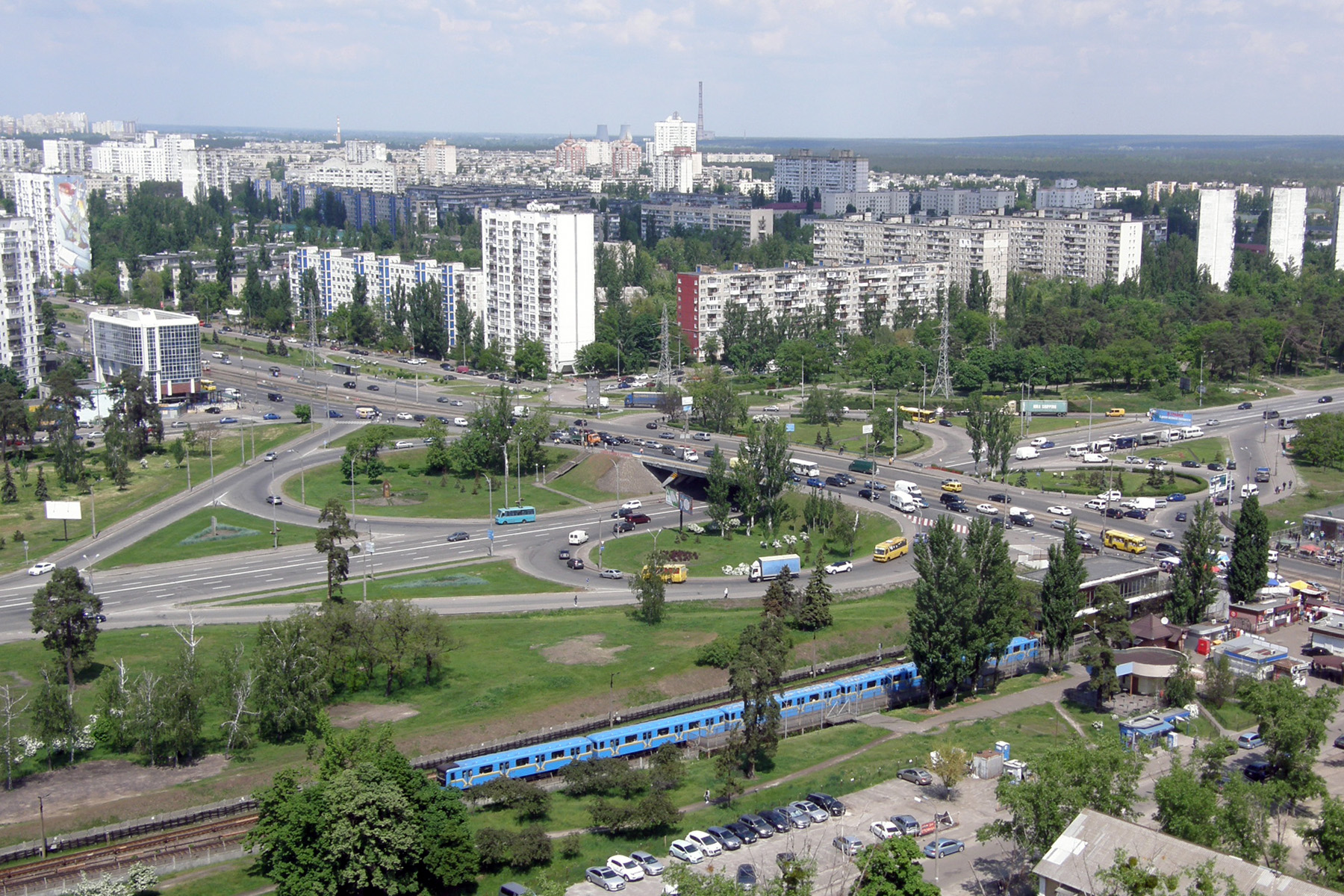
розв'язка на Чернігівській площі